# Șard
Șard (veraltet Noroieni; ungarisch Sárd, deutsch Schard oder Kothmarkt) ist ein Dorf im Kreis Alba in Rumänien. Es ist Teil der Gemeinde Ighiu.

## Lage
Șard liegt am Unterlauf des Flusses Ampoi, am südöstlichen Rand des Trascău-Gebirges im Westen Siebenbürgens. Die Kreishauptstadt Alba Iulia (Karlsburg) liegt etwa sieben Kilometer südlich.

## Geschichte
Auf dem Gebiet des Dorfes befand sich bereits um 4500/4000 v. u. Z. eine neolithische Siedlung. Später folgten die Römer, die eine Siedlung gründeten, die durch Fundamentspuren, Bauelemente, Münzen aus der Zeit vom ersten bis zum dritten Jahrhundert, verschiedene Fundmaterialien und einige Inschriften belegt ist. Auch ein dazu gehörendes Gräberfeld konnte archäologisch nachgewiesen werden.
Der Ort wurde im Jahr 1283 erstmals urkundlich erwähnt. Er war ursprünglich ein sächsisches Weinbauerndorf. Später dominierten ungarische und rumänische Bewohner.

## Bevölkerung
Im Jahr 2002 bezeichneten sich von den damals 2117 Einwohnern Șards 1977 als Rumänen. Daneben lebten 121 Roma, 15 Ungarn und vier Deutsche im Ort. Für die letzten 150 Jahre ist eine zunehmende Assimilation der ungarischen Bevölkerung zu verzeichnen; so gaben z. B. noch im Jahr 1880 in Șard noch knapp 20 Prozent ungarisch als Nationalität an.

## Verkehr
Șard liegt an der Nationalstraße DN74 von Alba Iulia nach Brad. Vom Ort verkehren mehrfach täglich Busse nach Alba Iulia (Stand 2008). Am Südrand des Ortes liegt der Bahnhof Șard Ighiu an der 1895 in Betrieb genommenen und 1984 auf Normalspur umgestellten Bahnstrecke Alba Iulia–Zlatna.

## Sehenswürdigkeiten
- Die reformierte Kirche,[5] Ende des 13. Jahrhunderts von Siebenbürger Sachsen errichtet, ist seit Jahrhunderten im Besitz der ungarischen Bevölkerung.[6] Die Kirche ist eine romanische Basilika mit polygonalem Chor. Im 15. Jahrhundert wurde sie als Wehrkirche mit einer Wehrmauer von 60 Meter im Durchmesser und einem Torturm befestigt.
- Das Esterházy-Schloss wurde im 17. Jahrhundert im Spätrenaissancestil errichtet und war anschließend Sommerresidenz der siebenbürgischen Fürsten.[3]
- In Șard gibt es ein ethnographisches Museum.
- Etwa drei Kilometer nordöstlich des Dorfes befindet sich eine römische Nekropole aus dem 2.–3. Jahrhundert.[7]

## Persönlichkeiten
- Ádám Récsey (1775–1852), ungarischer k.k. Feldzeugmeister